# 莫里·里斯金德
莫里·里斯金德（1895年10月20日—1985年8月24日）是一位美国剧作家、作词家、戏剧和电影作家，父母是來自俄罗斯帝國的犹太移民。 他就读于哥伦比亚大学。1933年，他凭借与作曲家乔治·格什温合作的百老汇音乐剧斬獲普利策戏剧奖。 后来，他又与乔治·S·考夫曼合作写了歌劇院之夜的剧本。 
里斯金德一度是美国社会党的成员，後來他的政治立场转右。1940年，里斯金德脱离民主党，並且認為富兰克林·德拉诺·罗斯福在其第二個總統任期結束後就應該下台，1940年美國總統選舉期間，里斯金德為共和党推出的总统候选人溫德爾·威爾基创作竞选歌曲。。
1947年，他作为证人出席了众议院非美活动调查委员会召開的听证会，這一聽證會最终导致荷里活黑名單的出台。